# سیارک ۱۳۵۳۱
سیارک ۱۳۵۳۱ (به انگلیسی: 13531 Weizsacker، نامگذاری:1991RU4) سیزده هزار و پانصد و سی و یکمین سیارک کشف شده‌است که در ۱۳ سپتامبر ۱۹۹۱ کشف شد.
قدر مطلق سیارک برابر ۱۳٫۱۰ است.